# پوندورو
پوندورو (به انگلیسی: Ponduru) یک منطقهٔ مسکونی در هند است که در Ponduru mandal واقع شده‌است. پوندورو ۱۱٫۰۷ کیلومتر مربع مساحت و ۱۲٬۶۴۰ نفر جمعیت دارد.